# ナウ・アイム・ヒア
「ナウ・アイム・ヒア」（Now I'm Here）は、イギリスのロック・バンド、クイーンの楽曲。1975年にEMIよりシングルとしてリリースされており、1974年発売のアルバム『シアー・ハート・アタック』に収録されている。シングルカットされた当時の邦題は「誘惑のロックンロール」（ゆうわくのロックンロール）だった。

## 解説
作詞・作曲はブライアン・メイによるもので、1974年5月に行なわれた米国ツアーでの出来事がモチーフとなっている。
バンドのライブでも演奏されており、1974年から1986年までに行なわれたほぼすべてのライブで演奏されている。
バンドのコンピレーション・アルバム『グレイテスト・ヒッツ』（1981年）や『クイーン・ロックス』（1997年）にも収録されている。
2005年3月にQ誌が発表した「100 Greatest Guitar Tracks Ever!」の33曲目に、この楽曲を挙げている。

## 収録曲

### オリジナル盤
1. ナウ・アイム・ヒア[注 1] - Now I'm Here (May)
2. 谷間のゆり - Lily of the Valley (Mercury)

### 再発盤(日本のみ)
1. ナウ・アイム・ヒア[注 1] - Now I'm Here (May)
2. 炎のロックンロール - Keep Yourself Alive (May)

## 担当
- フレディ・マーキュリー - リード・ボーカル、コーラス、ハモンドオルガン
- ブライアン・メイ - エレクトリックギター、コーラス、ピアノ
- ロジャー・テイラー - ドラムス、コーラス
- ジョン・ディーコン - ベース

## ライヴ
- ライヴ・キラーズ (1979年)
- 伝説の証/クイーン1981 (1981年)
- オン・ファイアー/クイーン1982 (1982年)
- ライヴ・イン・リオ (1985年)
- We Are the Champions: Final Live in Japan (1985年)
- クイーン・ライヴ!!ウェンブリー1986 (1986年)
- ハンガリアン・ラプソディ〜クイーン・ライヴ・イン・ブダペスト '86 (1986年)
- フレディ・マーキュリー追悼コンサート (1992年)

## 楽曲を使用している作品
映画
- スペーストラベラーズ
- ボヘミアン・ラプソディ (映画)[注 2]